# Stráž (Domažlice)
Stráž é uma comuna checa localizada na região de Plzeň, distrito de Domažlice.